# خشونت علیه زنان در تایلند
خشونت علیه زنان در تایلند (انگلیسی: Violence against women in Thailand) شامل خشونت خانگی، تجاوز جنسی، قاچاق جنسی و قتل می‌شود و تنها به این موارد محدود نمی‌شود. خشونت علیه زنان از لحاظ روانی و جسمی تأثیرات درازمدتی بر فرد و همچنین خانواده وی می‌گذارد. سنت‌گرایی جنسیتی و دیگر ارزش‌ها و شیوه‌های فرهنگی تایلند، خشونت علیه زنان را در این کشور شکل و تداوم می‌بخشد.

## انواع خشونت

### خشونت خانگی
در سال ۲۰۱۳، وزارت بهداشت عمومی ۳۱۸۶۶ مورد خشونت خانگی در تایلند را گزارش کرد. سازمان بهداشت جهانی (WHO) خشونت خانگی را در روابط صمیمی شریک زندگی که در آن آزار عاطفی، فیزیکی و/یا جنسی وجود دارد، به رسمیت می‌شناسد. بر اساس مطالعه‌ای که در سال ۲۰۰۵ توسط سازمان جهانی بهداشت انجام شد، از هر ۶ زن تایلندی ۱ نفر در روابطش با شریک جنسی، خشونت خانگی را در طول زندگی خود تجربه کرده یا با آن مواجه شده‌اند.
درصد زنان تایلندی که در این مطالعه خشونت خانگی را تجربه کردند، به‌طور قابل توجهی بالاتر از ۲٫۹٪ است.خشونت خانگی یک مشکل جدی و یک مسئله بهداشت عمومی است که باید توسط جامعه تایلند مورد توجه قرار گیرد، زیرا یافته‌ها نشان می‌دهد که اثرات خشونت خانگی بر کیفیت کلی زندگی زنان تایلندی تأثیر می‌گذارد و فراتر از حوزه سلامت است. درآمد اجتماعی-اقتصادی پایین زنان تایلندی در روابط و قدرت تصمیم‌گیری آنها در روابط با شانس بالاتر خشونت خانگی همبستگی مثبت دارد.

### روانی و جسمی
طبق مطالعه انجام شده توسط WHO در سال ۲۰۰۵، حدود ۶۰ تا ۶۸ درصد از زنان تایلندی که با خشونت خانگی مواجه شده‌اند گزارش داده‌اند که خشونت روانی را نیز تجربه کرده‌اند. این خشونت‌ها شامل توهین یا ایجاد احساس بد یا تحقیر شدن، و تهدید به آزار بود. ۵۲ تا ۶۵ درصد از زنان تایلندی که با خشونت خانگی مواجه شده‌اند گزارش داده‌اند که در سال ۲۰۰۵ خشونت فیزیکی را تجربه کرده‌اند. این اعمال خشونت آمیز شامل سیلی زدن یا پرتاب اشیا، هل دادن، ضربه زدن با مشت، لگد، ضرب و شتم، سوزاندن یا تهدید به استفاده از سلاح بوده‌است.

### جنسی
۶۲ تا ۶۳ درصد از زنان تایلندی که خشونت خانگی را تجربه کرده‌اند گزارش داده‌اند که در سال ۲۰۰۵ خشونت جنسی را نیز تجربه کرده‌اند. این اعمال شامل اجبار فیزیکی به داشتن رابطه جنسی، آمیزش جنسی ناشی از ترس، اجبار به انجام فعالیت جنسی تحقیرآمیز بود. در سال ۲۰۱۷، مطالعه‌ای که توسط کمیته بازبینی اخلاقی برای تحقیقات مربوط به موضوع تحقیقات انسانی در دانشگاه چولالانگکورن تأیید شد، نشان داد که خشونت روانی و فیزیکی در واقع بیشتر از خشونت جنسی است. این تفاوت در نتایج بین سال‌های ۲۰۰۵ و ۲۰۱۷ می‌تواند ناشی از سیاست‌ها و کمپین‌های جدید علیه خشونت خانگی باشد که در ۱۰ سال گذشته قبل از انجام این مطالعه در تایلند راه‌اندازی شده‌است.

### تجاوز جنسی
طبق آمار ارائه شده توسط پلیس سلطنتی تایلند، ۲۵۳۵ مورد تجاوز جنسی در سال ۲۰۱۷ گزارش شده‌است. در حالی که این تعداد کمتر از ۳۲۴۰ مورد تجاوز گزارش شده در سال ۲۰۱۵ بود، نسبت به ۲۱۰۹ مورد تجاوز گزارش شده در سال ۲۰۱۶ افزایش قابل توجهی داشت. با توجه به قوانین، تجاوز جنسی در تایلند معمولاً به عنوان یک عمل خشونت‌آمیز توسط مردان بر زنان توصیف می‌شود. با این حال، در سال ۲۰۱۹، رئیس CSD، ژنرال پل جیربهوپ، گزارش داد که در سال‌های اخیر، تجاوزهای جنسی گزارش شده متنوع‌تر بوده‌است. جیراهوپ اشاره کرد که بسیاری از قربانیان تجاوز زیر سن قانونی هستند و حتی برخی از تجاوزها توسط راهبان انجام می‌شود. در یک مقاله در سال ۲۰۱۶ که در بانکوک پست نوشته شده بود به این موضوع اشاره می‌کرد که بسیاری از زنان لزبین در تایلند با هدف درمان گرایش جنسی خود مورد تجاوز جنسی قرار گرفته‌اند.

## آثار

### روی افراد
در سال ۲۰۱۷، ۲۹ درصد از زنانی که قربانی خشونت خانگی شده‌اند گزارش کرده‌اند که در نتیجه خشونت خانگی در بیمارستان بستری شده‌اند. ۲۶٫۱٪ پس از دعوا با شریک زندگی خود مجبور به آمیزش جنسی شدند. ۴۶٫۷ درصد از زنانی که در تایلند قربانی خشونت خانگی شده‌اند گزارش داده‌اند که از نظر جسمی آسیب دیده‌اند. این صدمات شامل بریدگی (۱۵٫۹٪)، خراش / کبودی (۷۴٫۸٪)، رگ به رگ شدن (۵۶٫۱٪)، سوختگی/بریدگی عمیق (۶٫۵٪)، شکستگی پرده گوش یا آسیب چشم (۱۱٫۲٪) و شکستگی استخوان/دندان (۶٫۵٪) می‌شود.
تأثیر خشونت خانگی علیه زنان در تایلند فراتر از آسیب فیزیکی است. ۶۱ درصد از زنانی که قربانی خشونت خانگی بوده‌اند، گزارش کردند که به دنبال تجربه خود از خشونت خانگی نمی‌توانند در محل کار تمرکز کنند. ۱۲٫۲ درصد گزارش کردند که مجبور بودند یک روز از محل کار خود مرخصی بگیرند، ۲۳٫۹ درصد از دست دادن اعتماد به نفس و اعتماد به نفس پایین و ۱۲٫۲ درصد به دلیل شرم به سر کار نرفتن را گزارش کردند.

### روی خانواده‌ها
در سال ۲۰۱۷، حدود ۴۹٫۶ درصد از زنانی که خشونت خانگی را تجربه کردند، گزارش کردند که فرزندانشان شاهد خشونت بوده‌اند. این زنان ابراز نگرانی می‌کردند که فرزندانشان چرخه خشونت خانگی را در زندگی خود تداوم بخشند.